# 杨淑慧 (足球运动员)
杨淑慧（2000年10月28日—），上海人，中国女子职业足球运动员，司职后卫，目前效力于夏朗德苏瓦约女足。

## 生涯
11岁起进入川沙中学北校开始接触足球，12岁被选入上海市体育运动学校。2015年、2017年代表上海女足青年队参加第一届青运会U16组别、第十三届全运会U18组别，并夺得冠军。2017年底进入上海盛丽足球俱乐部一线队，自2018年起随队征战女超联赛，并获得2019年联赛、足协杯亚军。2019年2月10日：入选中国女足U19国家队名单。2019年5月7日，在厦门青年女足四国赛中国U19女足4-0战胜越南U19女足的比赛中，杨淑慧传射建功。2019年10月19日至11月10日,参加2019年亞足聯U-19女子錦標賽。2020年联赛季军；2021年全运会成年组、锦标赛亚军，联赛季军。2022年1月7日，加盟女足法甲俱乐部夏朗德苏瓦约女足队。

## 成就

### 团体

#### 市队
- 上海：第一届青运会U16组别冠军、第十三届全运会U18组别冠军